# Ligament stylo-hyoïdien
Le ligament stylo-hyoïdien est un cordon fibreux qui relie la petite corne de l'os hyoïde au processus styloïde de l'os temporal.
C'est l'une des deux fleurs blanches du bouquet de Riolan.
C'est un reliquat embryonnaire du cartilage de Reichert.

## Aspect clinique
Le ligament stylo-hyoïdien contient fréquemment un peu de cartilage en son centre. Celui-ci peut s'ossifier, allonger l'apophyse styloïde et entraîner un syndrome d'Eagle.

## Anatomie comparée
Chez de nombreux animaux, l'épiphyal est un os distinct au centre du ligament stylo-hyoïdien qui est similaire à celui observé lors de l'ossification du ligament[réf. nécessaire].

## Galerie

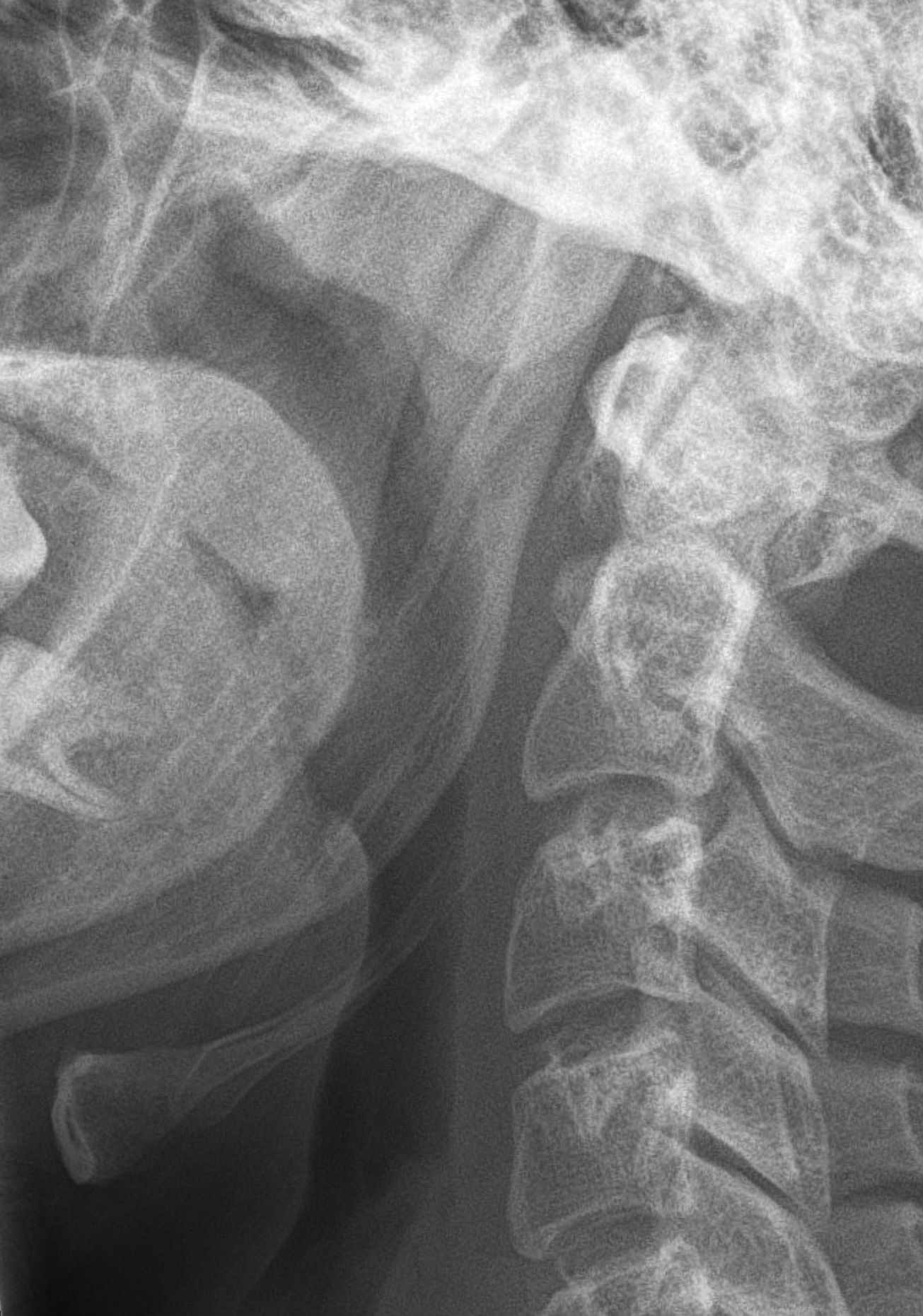
Ligament stylo-hyoïdien ossifié ou processus styloïde allongé.